# Chondrostoma prespense
 Chondrostoma prespense és una espècie de peix cipriniforme de la família dels ciprínids.
Els mascles poden assolir els 27 cm de longitud total.
Es troba a Albània, Grècia i Macedònia del Nord.